# Olfaktofilija
Olfaktofilija ili osmolagnija je parafilja u kojoj seksualno uzbuđenje pruža specifičan miris ljudskog tijela, a posebno spolnih organa ili erogenih zona.